# Heilig-Kreuz-Kirche (Besigheim)

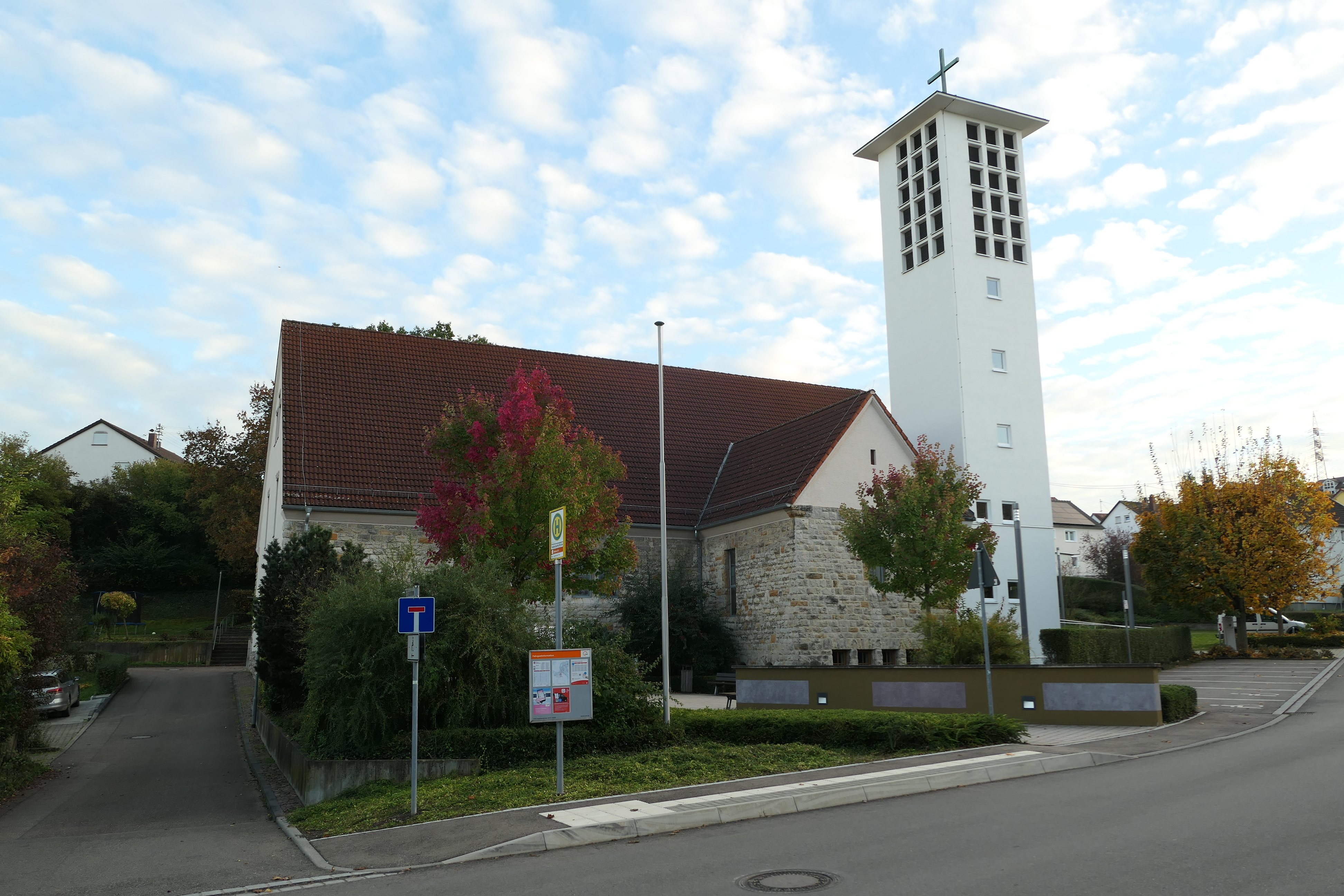
Heilig-Kreuz-Kirche in Besigheim

Die Heilig-Kreuz-Kirche ist eine römisch-katholische Kirche in der Stadt Besigheim im Landkreis Ludwigsburg in Baden-Württemberg. Sie gehört zur katholischen Kirchengemeinde Heilig Kreuz Besigheim, die Teil der Seelsorgeeinheit Mittlerer Neckar-Michaelsberg im Dekanat Ludwigsburg der Diözese Rottenburg-Stuttgart ist.

## Geschichte
Die Geschichte der katholischen Kirche in Besigheim geht bis ins Mittelalter zurück, aber die Reformation führte dazu, dass die Stadt ab 1556 evangelisch wurde. Nach dem Zweiten Weltkrieg wuchs die katholische Bevölkerung in Besigheim durch den Zuzug von Heimatvertriebenen, sodass die katholische Seelsorgestelle Besigheim 1958 zur eigenständigen Pfarrei erhoben wurde. Die Kirche wurde im Jahr 1952 eingeweiht und trägt das Patrozinium des Heiligen Kreuzes, das in der katholischen Tradition als Symbol für Erlösung und Hoffnung steht. Die Kirche wurde schlicht im Stil der 1950er Jahre erbaut und ist ein Beispiel für moderne Sakralarchitektur.
Die Heilig-Kreuz-Kirche ist nicht nur ein Ort des Gottesdienstes, sondern auch ein Zentrum des gemeindlichen Lebens. Die Kirchengemeinde bietet eine Vielzahl von Aktivitäten für Kinder und Erwachsene, darunter religiöse Unterweisungen, Gottesdienste und Veranstaltungen. Die Kirche engagiert sich zudem in der Kirchenmusik und weiteren pastoralen Bereichen.

## Architektur und Ausstattung
Die Architektur der Heilig-Kreuz-Kirche ist modern und funktional, passend zum Zeitgeist der 1950er Jahre. Besonders hervorzuheben ist das überlebensgroße Kreuz über dem Hochaltar, das vom Bildhauer Karl Rieber geschaffen wurde. Die Kirche ist schlicht gehalten, was ihre spirituelle Funktion unterstreicht.

## Orgel
Die Heilig-Kreuz-Kirche in Besigheim erhielt 2023 eine neue Orgel, die von der Orgelbaufirma Richard Rensch aus Lauffen am Neckar erbaut wurde. Das Instrument wurde am 26. März 2023 eingeweiht und ersetzte die vorherige Orgel, die nicht mehr den akustischen Anforderungen des Kirchenraums gerecht wurde. Die neue Orgel verfügt über 18 Register und wurde so konzipiert, dass sie sowohl die klanglichen Anforderungen des Kirchenraums erfüllt als auch die liturgischen Bedürfnisse der Gemeinde unterstützt. Die Disposition orientiert sich an der der alten Orgel, wurde jedoch klanglich und technisch weiterentwickelt. Die Orgelbauer präsentierten das Instrument in einem Konzert, bei dem die Orgel in verschiedenen klanglichen Facetten zum Einsatz kam, auch im Zusammenspiel mit anderen Instrumenten wie Blechbläsern und Akkordeon.